# Gynoplistia (Gynoplistia) fulviceps
Gynoplistia (Gynoplistia) fulviceps is een tweevleugelige uit de familie steltmuggen (Limoniidae). De soort komt voor in het Australaziatisch gebied.